# Келези, Абдюль
Абдюль Келези (алб. Abdyl Këllezi; 20 августа 1919, Тирана — 31 мая 1977, Тирана) — албанский коммунистический политик и государственный деятель, член Политбюро ЦК АПТ, куратор экономической политики при правлении Энвера Ходжи. Занимал посты вице-премьера, министра финансов, министра экономики НРА, был председателем Народного собрания. Проводил политику сближения с КНР. В первой половине 1970-х выступал за ограниченные экономические реформы. Арестован по обвинению в заговоре против Ходжи, приговорён к смертной казни и расстрелян.

## Образование и арест в Италии
Родился в семье известного коммерсанта. Мехмет Келези, отец Абдюля Келези, вёл крупную торговлю кожей, владел магазинами, домами, земельными участками.
Окончив среднюю школу в Тиране, Абдюль Келези продолжил образование в Италию. Поступил во Флорентийский университет, учился на бизнес-администратора. Занимался также военными исследованиями.
Абдюль Келези примкнул к итальянскому антифашистскому движению. В 1939 был арестован и интернирован на острове Вентотене. Освободившись в 1942, вернулся в Албанию.

## В партийно-государственном руководстве

### Комиссар, экономист, министр
Во время Второй мировой войны Абдюль Келези вступил в Компартию Албании (КПА; с 1948 — Албанская партия труда, АПТ) и Национально-освободительную армию (НОАА). Занимал пост политкомиссара 16-й бригады НОАА, в 1944 служил в генеральном штабе. После падения коммунистического режима Келези был включён в перечень военных преступников, совершавших бессудные убийства противников компартии.
С приходом КПА к власти Абдюль Келези как дипломированный экономист был включён в систему хозяйственного управления НРА. В 1945—1946 был директором Госбанка Албании, с 1948 по 1958 — министр финансов в правительствах Энвера Ходжи и Мехмета Шеху. В 1958—1966 — заместитель премьер-министра Шеху. В 1966 назначен министром экономики, оставался на этом посту до 1975. В 1969—1970 возглавлял также Госплан НРА.

### Проводник прокитайской линии
С 1956 Абдюль Келези — член ЦК АПТ. В 1966—1969 председательствовал в Народном собрании НРА. В 1971 кооптирован в высший орган партийно-государственной власти — Политбюро ЦК. На всех партийных и государственных постах неукоснительно проводил сталинистско-ходжаистский курс экономической централизации. Состоял в албанской делегации на похоронах Иосифа Сталина в 1953.
Абдюль Келези был активным сторонником альянса ходжаистской НРА с маоистской КНР. В 1959—1975 возглавлял Общество албано-китайской дружбы. Готовил проекты межгосударственных соглашений, руководил албанскими делегациями в Пекине, вёл переговоры с Чжоу Эньлаем и Дэн Сяопином.

## Падение и казнь

### Противоречия и репрессии
Экономические трудности, усугубившиеся в 1970-х, побуждали Келези как хозяйственного управленца к поиску финансовых источников. Он пытался найти их за счёт китайской помощи и торговли с Югославией. То и другое противоречило изоляционистскому курсу Ходжи, который старался держать дистанцию в отношениях с маоцзэдуновской КНР, а титовскую СФРЮ рассматривал как худшего врага.
Кроме того, Ходжа не принимал попыток Келези ввести на предприятиях систему материального стимулирования работников через премиальные выплаты. Отдельный конфликт завязался вокруг проектов Келези, связанных с развитием нефтяной промышленности (ортодоксы квалифицировали их как «либерализацию»).
Середина 1970-х стала временем репрессивных кампаний, жёстких чисток партийно-государственного аппарата. Первый секретарь Ходжа, премьер Шеху и аппарат Сигурими укрепляли режим единовластия. В 1975 по обвинению в военном заговоре были казнены министр обороны Бекир Балуку, генералы Петрит Думе и Хито Чако. В 1974—1975 арестованы и приговорены к длительному тюремному заключению бывший министр культуры Фадиль Пачрами и директор Radio Televizioni Shqiptar Тоди Лубонья — за «либеральный уклон» в культурной политике. Репрессии коснулись и хозяйственного руководства.
В мае 1975 партийное руководство осудило «ревизионистские тенденции» в экономической политике. Абдюль Келези был выведен из Политбюро и ЦК, снят с министерского поста и объявлен «врагом партии и народа». Вскоре он был арестован вместе с экс-министром торговли Кичо Нгелой, экс-министром промышленности Кочо Теодоси и группой хозяйственных руководителей. Их обвиняли в «ревизионистском заговоре», внедрении капиталистических методов, преступных связях с СССР, работе на югославскую разведку.

### Суд и расстрел
На процессе «экономической группы» Абдюль Келези говорил, что старался оптимизировать и «удешевить» экономику. Он категорически отрицал «ревизионистский» характер этого курса. В то же время он признавал, что действовал под влиянием XX съезда КПСС, создавал «ненужные предприятия», стимулировал инфляцию и децентрализацию производства.
Решение о казни было принято заранее. Вердикт продиктовал суду министр внутренних дел Кадри Хазбиу. 3 мая 1977 Абдюль Келези и Кочо Теодоси были приговорены к смертной казни и расстреляны четыре недели спустя (другие подсудимые получили различные сроки заключения).

## Семья
Абдюль Келези был женат, имел трёх сыновей. После ареста и казни семья подверглась преследованиям, жена и сыновья были интернированы. После падения коммунистического режима в Албании сыновья Келези стали известны в промышленности и науке.